# Perulibatrachus elminensis
Perulibatrachus elminensis is een straalvinnige vissensoort uit de familie van kikvorsvissen (Batrachoididae). De wetenschappelijke naam van de soort is voor het eerst geldig gepubliceerd in 1863 door Bleeker.